# François Borde
François Borde (8 de dezembro de 1899 — 15 de dezembro de 1987) foi um jogador de rugby union francês, medalhista olímpico.

## Carreira
No início da carreira desportiva representou os clubes Stadoceste tarbais e FC Lourdais, e com os dois seguintes disputou seis finais do campeonato francês: com o Racing Club de France perdeu na final em 1920, e com o Stade Toulousain ganhou o campeonato em 1922, 1923, 1924, 1926 e 1927.
Ele integrou a equipe da Seleção da França que conquistou a medalha de prata nos Jogos Olímpicos de Verão de 1920 em Antuérpia. Na partida disputada no Estádio Olímpico em 5 de setembro de 1920, os franceses perderam para a seleção dos Estados Unidos por 8-0. Depois de terminar sua carreira esportiva, tornou-se coletor de impostos em Bayonne.